# Ophthalmolebias
Ophthalmolebias is een monotypisch geslacht van straalvinnige vissen uit de familie van de killivisjes (Rivulidae).

## Soort
- Ophthalmolebias ilheusensis (Costa & Lima, 2010)